# Saint-Paul-et-Valmalle
Saint-Paul-et-Valmalle is een gemeente in het Franse departement Hérault (regio Occitanie). De plaats maakt deel uit van het arrondissement Lodève. Saint-Paul-et-Valmalle telde op 1 januari 2022 1.367 inwoners.

## Geografie
De oppervlakte van Saint-Paul-et-Valmalle bedroeg op 1 januari 2022 12,72 vierkante kilometer; de bevolkingsdichtheid was toen 107,5 inwoners per km².

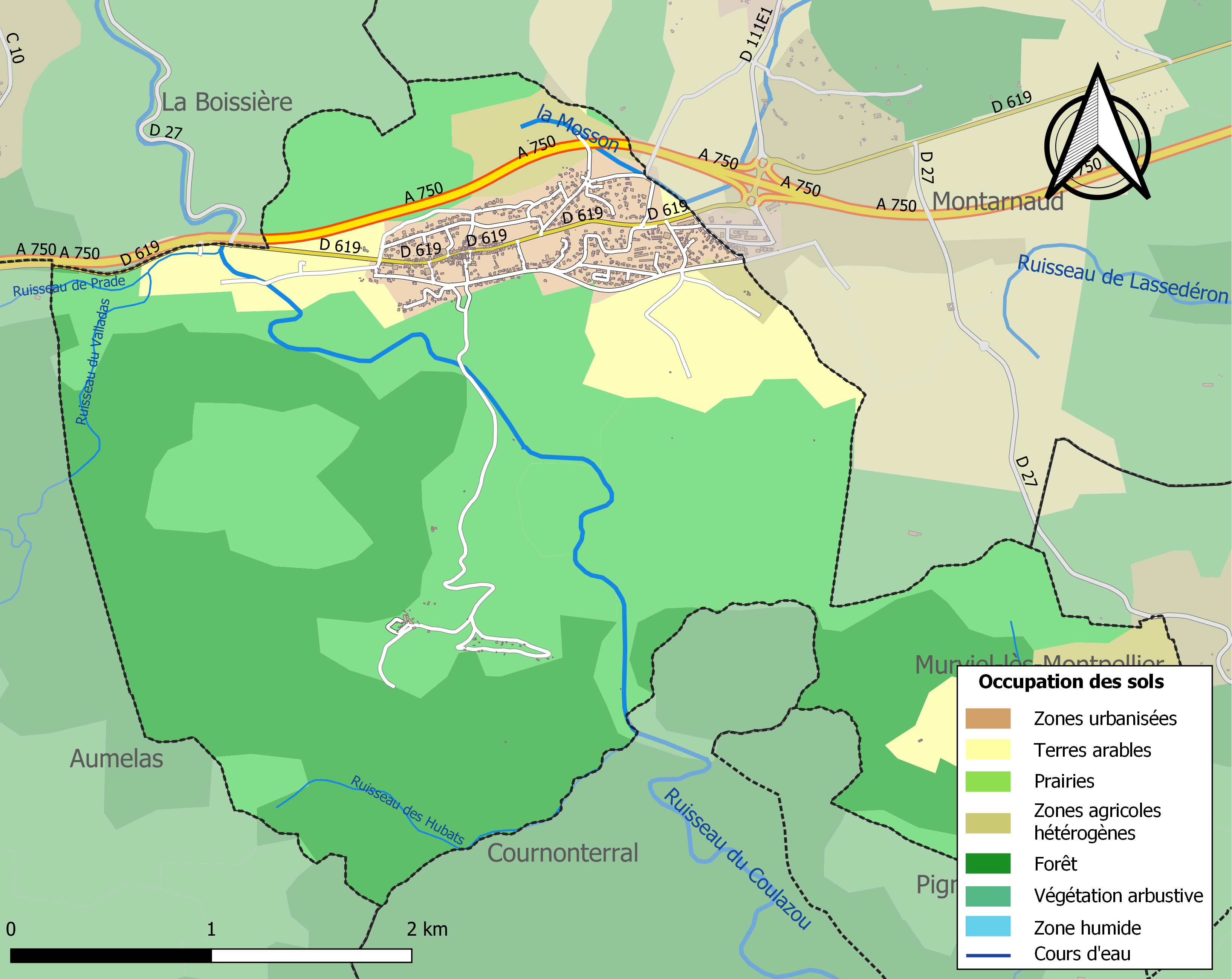
Kaart van de gemeente met belangrijkste infrastructuur, bodemgebruik en omliggende gemeenten

## Demografie
Onderstaande figuur toont het verloop van het inwonertal (bron: INSEE-tellingen).